# Келлинг, Федор
Федор Кускоф Келлинг (англ. Fedor Kuskof Kelling, 22 апреля 1865 — 25 августа 1946) — новозеландский шахматист, шахматный публицист и организатор.
Сооснователь Новозеландской шахматной ассоциации (официально создана в 1892 г. на базе организаций, существовавших с середины 1870-х гг.).
Рекордсмен страны по количеству выступлений в национальных чемпионатах. Всего с конца XIX в. принял участие в 36 чемпионатах Новой Зеландии. Дважды (в 1908 / 09 и 1914 / 15 гг.) завоевывал чемпионский титул. Особенно впечатляющей была победа в чемпионате 1914 / 15 гг., где он набрал 10½ очков из 11 и опередил ближайшего конкурента Р. Дж. Барнса на полтора очка.